# Eriogonum hookeri
Eriogonum hookeri är en slideväxtart som beskrevs av S. Wats.. Eriogonum hookeri ingår i släktet Eriogonum och familjen slideväxter. Inga underarter finns listade i Catalogue of Life.